# De hvide busser
|  | Denne artikel omhandler redningsaktionen. For busselskabet af samme navn, se De hvide busser (busselskab). |
De hvide busser er den redningsaktion, som under ledelse af den svenske greve Folke Bernadotte i slutfasen af 2. verdenskrig hentede danske og norske fanger hjem fra tyske koncentrationslejre i busser. De var malet hvide med røde kors på tag, sider, front og bag, så de ikke blev forvekslet med militærkøretøjer.
Efter dansk/norsk pres og planlægning blev ca. 15.000 skandinaver og andre reddet ud af lejrene i de tyskkontrollerede områder af det svenske Røde Kors i marts og april måned 1945. Efter den tyske kapitulation blev yderligere ca. 10.000 reddet ud i maj og juni 1945.
De skandinaviske fanger havde førsteprioritet i redningsaktionen, men også svenske kvinder og børn, der boede i Tyskland, skulle hentes hjem. Hvis muligheden bød sig, kom folk af andre nationalitet også med. Aktionen blev en stor humanitær succes, og mange liv blev reddet. Aktionen er kritiseret for, at den for ensidigt gik efter at redde de skandinaviske fanger, og for de transporter, den udførte for SS.

## De skandinaviske fanger i Tyskland
Den 9. april 1940 blev Danmark og Norge invaderet af tyske tropper, og i juni samme år blev den første norske fangelejr, Ulven, oprettet ved Bergen. I takt med at modstanden mod okkupationen tiltog i Norge, steg antallet af arresterede. I begyndelsen blev de interneret i Norge, men hurtigt blev tusindvis af nordmænd ført til fangelejre og fængsler i Tyskland. De første i efteråret 1940. I Danmark tog massearrestationer og deporteringer først for alvor fart som følge af den tiltagende sabotage og modstand mod besættelsen efter samlingsregeringens tilbagetræden den 29. august 1943.
De skandinaviske fanger i Tyskland var delt i kategorier: fra civilt internerede, der boede privat og havde en vis bevægelsesfrihed, til  Nacht und Nebel-fangerne (også NN-fangerne), der skulle arbejde sig ihjel. Efterhånden som antallet af skandinaviske fanger i Tyskland tiltog, blev der organiseret hjælpearbejder. Arne Berge og Conrad Vogt-Svendsen, der var sømandspræster i Hamborg, opsøgte fangerne og hjalp dem med mad og formidlede breve til familierne i Norge og Danmark. Hiltgunt Zassenhaus gjorde  et stort arbejde som tolk for bl.a. Conrad Vogt-Svendsen. Han fik også kontakt med Johan Bernhard Hjort og Didrik Arup Seip, der sammen med deres familier var civilt interneret på godset Gross Kreutz, der tilhørte Johan Bernhard Hjorts fætter. Sammen med andre skandinaver udarbejdede de omfattende lister over de skandinaviske fanger og deres opholdssteder. Listerne blev sendt til Sverige og til den norske eksilregering i London via den svenske ambassade i Berlin. I Stockholm var den norske diplomat Niels Christian Ditleff specielt beskæftiget med de skandinaviske fangers skæbne. Ved årsskiftet 1944-1945 var der ca. 8.000 politiske fanger og 1.125 krigsfanger fra Norge i Tyskland.
I Danmark havde admiral Carl Hammerich længe arbejdet med hemmelige planer for et Jyllandskorps, der skulle redde danske og norske fanger ud fra lejrene. Carl Hammerich havde kontakt med både de norske sømandspræster i Hamborg, kredsen ved Gross Kreutz og med Niels Christian Ditleff i Stockholm. I løbet af 1944 udførte danskerne et omfattende planlægningsarbejde: Fangerne blev registreret, transportresurser opgjort og forplejning og karantæne for fangerne blev planlagt ved ankomsten til Danmark. Carl Hammerich besøgte Stockholm i februar, april og juli 1944, hvor han diskuterede planerne med Christian Ditleff. I 1945 var der ca. 6.000 danske fanger i Tyskland.

## Evakuering ellerstay put
Efterhånden som de Allierede styrker i 1944 nærmede sig Tyskland, blev der fra de Allieredes hovedkvarter, SHAEF, truffet en afgørelse vedrørende fangerne. I den norske eksilregering havde major Johan Koren Christie den 23. september udarbejdet et P.M. herom. Fangerne skulle stay put – blive hvor de var, indtil de Allierede kunne befri dem. Gross Kreutz-kredsen fik nys om beslutningen måneden efter og reagerede straks. Johan Bernhard Hjort skrev en rapport, som stærkt frarådede denne beslutning. Han argumenterede for, at fangerne risikerede at blive likvideret og skulle reddes ud af Tyskland, inden de Allierede havde kontrol over landet. Han fortsatte:
| Citat | Det henstilles derfor inntrengende til overveielse for de norske myndigheter; om ikke den svenske regjering kan formås til å intervenere til fordel for iallfall de norske og danske sivilfanger i Tyskland, inklusive dem i fengsler og tukthuser, med det for øyet at fangene føres til Sverige og eventuelt forblir der til krigens slutt. | Citat |
|       | |       |

I Johan Bernhard Hjorts rapport nævnes første gang en mulig svensk deltagelse i redningsaktionen. Forslaget blev først køligt modtaget. Man anså aktionen for at være en ren norsk opgave, og man var ikke umiddelbart indstillet på at give svenskerne mulighed for at markere sig, nu hvor krigen nærmede sig sin afslutning.
Christian Ditleff nægtede at følge retningslinjerne fra den norske eksilregering i London og fortsatte med at bearbejde svenskerne og det svenske udenrigsministerium for at få dem med i aktionen. Christian Ditleff drøftede i september spørgsmålet om evakueringen med den svenske greve Folke Bernadotte, som straks var med på ideen. Den 30. november overbragte Christian Ditleff på eget initiativ et notat: "Momenter til svensk aksjon for fangehjelp" til det svenske udenrigsministerium. Den 29. december ændrede den norske eksilregering holdning og gav den norske ambassade i Stockholm grønt lys til at diskutere en svensk aktion for de skandinaviske fanger.
Mens Christian Ditleff arbejdede på at påvirke eksilregeringen, fik danskerne tilladelse af tyskerne til at hente et antal danske fanger. De første var internerede politifolk i Buchenwald. Den første af disse transporter fandt sted den 5. december. Indtil slutningen af februar 1945 hentedes med egne køretøjer 341 fanger, hvoraf de fleste var syge. Disse transporter gav danskerne værdifulde erfaringer, som senere skulle komme de hvide busser til gode. 

## Svensk hjælp til fangerne
Sverige var som det eneste skandinaviske land neutralt under 2. verdenskrig, men det var en neutralitet, der fulgte krigens gang. Indtil tyskernes nederlag ved slaget om Stalingrad havde Sverige til en vis grad været imødekommende over for Tyskland. Efter Stalingrad ændrede Sverige politik og nærmede sig de Allierede.
Felix Kersten, der var massør for SS-leder Heinrich Himmler, havde opholdstilladelse i Sverige og tog kontakt til det svenske udenrigsministerium. Heinrich Himmler og hans fortrolige medarbejder Walter Schellenberg havde indset, at Tyskland ville tabe krigen og overvejede at indgå en separatfred med vestmagterne. Ved fredsforhandlinger kunne Sverige være en nyttig formidler af de tyske forslag. Med hjælp fra Felix Kersten fik det svenske udenrigsministerium i december udleveret 50 norske studenter, 50 danske politibetjente og tre svenskere. Betingelsen for frigivelsen var, at det ikke måtte give anledning til medieomtale. Hvis Adolf Hitler fik nys om frigivelsen, ville yderligere frigivelser ikke være mulige.
Den 5. februar 1945 overbragte Christian Ditleff et nyt P.M. til det svenske udenrigsministerium. Det var udformet som en officiel norsk anmodning. Sverige blev bedt om at sende en Røde Kors-delegation til Berlin for at forhandle om de skandinaviske fanger med henblik på at sende en svensk hjælpeekspedition. Den svenske udenrigsminister Christian Günther var positivt indstillet, og den svenske regering gav tilladelse til, at Folke Bernadotte som næstformand for det svenske Røde Kors skulle:
| Citat | söka utverka i Tyskland internerade norrmäns och danskars sändande til Sverige eller Danmark | Citat |
|       |                                                                                              |       |

Folke Bernadotte fløj til Berlin den 16. februar og forhandlede med en række højtstående tyske ledere. Det var udenrigsminister Joachim von Ribbentrop, SS-Obergruppenführer Ernst Kaltenbrunner, chef for Udlandsafdelingen af Sicherheitsdienst Walter Schellenberg og Reichsführer-SS Heinrich Himmler. Som Adolf Hitlers stedfortræder og Nazi-Tysklands næstvigtigste person var Heinrich Himmler til at begynde med ikke meget for ideen. De frigivne fanger kunne jo uddannes til politibetjente, som det neutrale Sverige allerede havde gjort med andre nordmænd og danskere. Folke Bernadotte fremlagde derfor sit andet forslag. Fangerne kunne samles i en lejr, så det svenske Røde Kors kunne sikre dem. Folke Bernadotte anslog overfor Heinrich Himmler, at der var tale om ca. 13.000 fanger. Heinrich Himmler mente ikke, det drejede sig om mere end 2-3.000.
Ved et nyt møde med Walter Schellenberg den 21. februar fik Folke Bernadotte oplyst, at Heinrich Himmler havde accepteret forslaget om at samle de skandinaviske fanger i én lejr. Under sit besøg i Berlin havde Folke Bernadotte også flere møder med Didrik Arup Seip, Conrad Vogt-Svendsen, Wanda Hjort og Bjørn Heger fra Gross Kreutz. Det forslag, Heinrich Himmler havde accepteret, var udarbejdet af Bjørn Heger.

## Aktionen etableres
Udgangspunktet for aktionen var den planlægning og den indsamling af informationer, som var foregået gennem flere år fra dansk og norsk side. Det svenske Røde Kors kontaktede den svenske hær, der straks stillede transportkapacitet til rådighed. I realiteten var det:
| Citat | den svenska statens aktion - personalen var i alldeles övervägande utsträckning frivilliga från krigsmakten, utrustningen övertogs från försvarets förråd och kostnaderna bestredos av statskassan | Citat |
|       | |       |

Ekspeditionsstyrken havde følgende sammensætning:
- 308 personer – heraf ca. 20 læger, sygeplejersker og sygeplejere. Resten var frivillige fra de svenske forsyningstropper T1, T3 og T4. Leder var oberst Gottfrid Björck i egenskab af inspektør for de svenske forsyningstropper.
- 36 ambulancebusser
- 19 lastbiler
- 7 personbiler
- 7 motorcykler
- kranbil, mobilt værksted og feltkøkken
- fuld udrustning – dvs. mad, brændstof og reservedele, der ikke kunne skaffes i Tyskland.
- fartøjet Lillie Matthiessen, der sejlede til Lübeck med 350 ton brændstof og 6.000 pakker til fangerne. Senere kom også fartøjet Magdalene. Begge skibe kom fra det svenske rederi Salén og tog fanger med, da de returnerede til Sverige.

Styrken blev opdelt i tre transportkolonner, hver med 12 busser, en lastbilkolonne med 12 lastbiler samt en forsyningskolonne. Styrkens transportkapacitet var 1.000 personer ved længere transporter og 1.200 ved kortere, da man der også kunne benytte lastbilerne. 
Busserne kørte på en blanding af 50 % benzin og 50 % alkohol. De kunne hver medbringe otte bårer til syge eller have plads til 30 passagerer. Brændstofforbruget var en liter pr. 2 km, og på en fuld tank kunne de tilbagelægge 100 km. Hver bus havde to chauffører, der kørte på skift.
For ikke at få omtale i nyhedsmedierne sendte Statens Informationsstyrelse i Sverige såkaldte grå sedler til avisredaktionerne med en henstilling om ikke at nævne ekspeditionen.
Den danske ambassadør i Stockholm havde den 13. februar tilbudt en større styrke på 40 busser, 30 lastbiler, 18 ambulancer og andre køretøjer. På trods af at Folke Bernadotte tidligere havde forestillet sig en dansk/svensk ekspedition, blev tilbuddet afvist. Af hensyn til tyskerne skulle ekspeditionen være svensk.

## Afgang
Den 8. marts afgik den første del af ekspeditionen fra Hässleholm i Sverige og sejlede fra Malmø til København. Af sikkerhedsgrunde var den danske modstandsbevægelse informeret. Men der var ingen problemer. Den svenske Røde Kors-ekspedition blev særdeles godt modtaget. Den 12. marts var man fremme ved hovedkvarteret, slottet Friedrichsruh, der lå ca. 30 km sydøst for Hamborg. Det var tæt på Danmark og ikke langt fra koncentrationslejren Neuengamme, hvor fangerne skulle samles. Friedrichsruh tilhørte Otto von Bismarck, der var svensk gift og en bekendt af Folke Bernadotte. Ekspeditionens ledelse blev indkvarteret på slottet og den nærliggende kro. Det øvrige mandskab etablerede en teltlejr i slotsparken.
Ekspeditionen havde tyske forbindelsesofficerer. Den mest prominente var Heinrich Himmlers informationsofficer, SS-Obersturmbannführer Karl Rennau. Gestapo havde også en forbindelsesofficer med. Det var Franz Göring. I alt var der ca. 40 tyske forbindelsesfolk, SS-officerer og gestapofolk tilknyttet kolonnen. Tyskerne krævede, at der skulle være en tysker i hvert andet køretøj. De hvide busser var totalt afhængige af at samarbejde med tyskerne. Landet var en politistat, og med folk fra Gestapo og SS i busserne kunne de komme frem overalt.
Folke Bernadotte havde lovet Walter Schellenberg, at han ville forsøge at ankomme med kolonnen til Warnemünde den 3. marts, men den blev forsinket en uge. Hovedårsagen til forsinkelsen var problemer med at få garantier fra de Allierede, så ekspeditionen ikke blev angrebet. De Allierede havde nu totalt herredømme i luftrummet over Tyskland og angreb hensynsløst trafik på de tyske veje. De hvide busser skulle hovedsageligt bevæge sig i de områder, der kontrolleredes af britiske fly. Den 8. marts meddelte den britiske regering det svenske udenrigsministerium, at den var indforstået med ekspeditionen. Nogen garanti mod angreb kunne den dog ikke give – den svenske kolonne bevægede sig på eget ansvar ind i Tyskland.

## Nye forhandlinger
Den 6. marts landede Folke Bernadotte i Berlin og fortsatte sine forhandlinger for at sikre transporten af de skandinaviske fanger. Heinrich Himmlers massør Felix Kersten var allerede ankommet til Berlin fra Stockholm, og det svenske udenrigsministerium instruerede sin ambassadør i Berlin Arvid Richert om, at han skulle bistå Felix Kersten med at påvirke Heinrich Himmler. Sideløbende hermed forsøgte danske repræsentanter anført af den danske ambassadør i Berlin Otto Carl Mohr at få frigivet flere danske fanger. Målene for de danske og de svenske forhandlinger var forskellige. Svenskerne forhandlede med Heinrich Himmler og Walter Schellenberg og koncentrerede sig om at få samlet fangerne i Neuengamme, mens danskerne forhandlede med Ernst Kaltenbrunner og ønskede danske fanger frigivet, eller interneret i Danmark.
Fra den 12. marts fik danskerne tilladelse til tre transporter. Frem til den 21. marts blev sammenlagt 262 fanger af forskellig nationalitet hentet til Danmark med danske køretøjer. Herefter blev der et ophold i de danske transporter, og svenskerne tog over for en tid.

## Transporterne starter
I Friedrichsruh blev ekspeditionen opdelt i to grupper. Den første gruppe skulle transportere fanger fra koncentrationslejren ved Sachsenhausen nord for Berlin til Neuengamme. Transporten blev påbegyndt den 15. marts. Afstanden var ca. 540 km, og med i alt syv transporter blev 2.200 danskere og nordmænd overført til Neuengamme. Sven Frykmann, der var leder af disse transporter, skriver om fangerne og turen:
| Citat | I allmänhet var de i relativt god kondition i jämförelse med andra fångar jag sett och på hygienen kunde man inte klaga. De berättade att de livsmedelspaket som de fått från Norge och Danmark hade hållit dem uppe, och på sista tiden hade behandlingen blivit märkbart bättre. De var alla rörande tacksamma och glada. Jag tror att alla vi som har haft förmånen att få hjälpa dessa stackars människor i Tyskland fått erfara en så överväldigande tacksamhet att det räcker för vårt återstående liv. | Citat |
|       | |       |

Efterhånden som fangerne blev hentet i Sachsenhausen, blev de krydstjekket med listen fra Gross Kreutz, så ingen blev glemt.
Den anden gruppe, der bestod af trop to og tre, fik ansvaret for at hente fanger fra Sydtyskland. Det drejede sig om fanger fra Dachau nord for München, Schönberg ca. 80 km syd for Stuttgart og Mauthausen-Gusen 12 km øst for Linz. Afstandene for denne gruppe var længere. Til München alene var der godt 800 km, og transporterne blev forsinkede, da de måtte vente på brændstof. Den første af disse kolonner startede den 19. marts. Der var 35 køretøjer under ledelse af oberst Gottfrid Björck, og de returnerede til Neuengamme den 24. marts. Tilbageturen var vanskelig, da de fleste fanger var i en meget dårlig helbredstilstand. Den svenske sygeplejerske Margaretha Björcke fortæller:
| Citat | Jag har aldrig under min tolvåriga sjukvårdstid tillsammans sett så mycket elände som här på en enda gång. Ben, ryggar, och nackar fulla av karbunklar (da. brandbyld), sådana att en vanlig svensk går sjukskriven en vecka för en enda, till exempel i nacken. Jag räknade till omkring tjugo på en enda fånge - och han klagade ända inte. | Citat |
|       | |       |

Ved denne første transport blev 559 fanger hentet, mens 67 meget syge fanger måtte efterlades. Et stort problem under transporterne var fangernes kroniske diarre. Den blev afhjulpet af, at danskerne kunne levere tørklosetter, som de havde god erfaring med fra egne transporter.
I Neuengamme samledes stadig flere fanger, og det trak ud med frigivelsen af de skandinaviske fanger, som Himmler havde lovet Folke Bernadotte. Det svenske sygepersonale fik heller ikke umiddelbart adgang til lejren. I den første tid af transporterne måtte busserne ikke køre ind i lejren. Fangerne måtte selv marchere det sidste stykke, da tyskerne ikke ønskede, at svenskerne så lejren indefra.

## Svenskere til Sverige
Allerede i begyndelsen af februar var en lille Røde Kors-kolonne under ledelse af kaptajn Hultgren ankommet til Berlin med seks mand, to busser og en personbil. Formålet var at hente svenskfødte kvinder, der var gift med tyskere, men som på grund af Tysklands snarlige sammenbrud ønskede at komme væk. Disse transporter begyndte den 26. marts, og til den 20. april ankom godt 1.400 kvinder og børn med svensk baggrund til Malmø via Lübeck og Danmark.

## Håndlangere for SS
Lejren i Neuengamme var fyldt, og for at få plads til de skandinaviske fanger krævede SS, at fanger derfra blev flyttet til andre lejre. SS-lejrchefen i Neuengamme havde ikke selv transportmuligheder til det og forlangte, at de hvide busser påtog sig at transportere fanger fra andre lande ud af lejren for at gøre plads til de nyankomne skandinaver i bygningen Schonungsblock.
Rundt regnet 2.000 franske, belgiske, nederlandske, russiske og polske fanger blev transporteret til andre lejre. Disse fanger var hårdt medtaget, da Schonungsblock var en barak beregnet for uarbejdsdygtige, syge og døende fanger. Allerede under transporten døde mellem 50 og 100 fanger, og mange flere døde som følge af de dårlige forhold i de lejre, de kom til eller i forbindelse med nye transporter for at undgå de fremrykkende allierede soldater.
De fleste af fangetransporterne for SS fandt sted 27.-29. marts fra Neuengamme til underlejre i Hannover, Salzgitter og til Bergen-Belsen. Den svenske løjtnant Åke Svensson skrev:
| Citat | Vi fick nu se hur tyskarna behandlade sina internerade i allmänhet, fransmän, belgare, holländare, polacker och ryssar. Det var något fruktansvärt. Denna gång måste tyskarna låta oss köra in i det egentliga lägret, då flertalet av passagerarna inte kunde gå det obetydliga stycket från barackerna till landsvägen. Från dessa baracker föstes, knuffades och leddes ut en samling varelser, som knappast längre verkade mänskliga | Citat |
|       | |       |

Den sidste transport for SS fandt sted så sent som den 13. april med ca. 450 prominente franske fanger. Det var bl.a. senatorer og ledende forretningsfolk, der var fængslet efter invasionen. Tyskerne sagde, de skulle sendes hjem via Schweiz. Fangerne skulle efter planen køres til koncentrationslejren i Flossenbürg, hvor de angiveligt skulle hentes af det schweiziske Røde Kors. Udleveringen til Schweiz viste sig at være en løgn. Lejren var fyldt, så fangerne blev ført til Theresienstadt, hvor de hvide busser skulle hente 400 danske jøder.

## Samling i Neuengamme
Transporter den 30. marts og 2. april fra lejrene Torgau, Mühlberg og Oschatz ved Leipzig hentede danske politifolk og flere nordmænd – i alt 1.200. De danske politifolk blev af to danske kolonner kørt videre til Danmark 3.-5. april. Den 23. april blev ca. 1.000 af dem sendt videre til Sverige.
Den 29. marts fik det svenske Røde Kors endelig adgang til Neuengamme og kunne komme ind med medikamenter, tæpper, sanitære artikler og mad. En skandinavisk afdeling blev etableret, og forholdene for de skandinaviske fanger blev så gode, at fanger fra andre nationer fik en negativ indstilling til dem.
Folke Bernadotte ankom til Berlin fra Stockholm den 28. marts med henblik på nye forhandlinger. Han skulle lægge pres på Heinrich Himmler for at få tilladelse til at overføre de skandinaviske fanger fra Neuengamme til Sverige og for at få adgang til hele lejren – og skulle muligheden byde sig også tage jødiske fanger med til Sverige. Den 30. marts besøgte Folke Bernadotte første gang Neuengamme. Den danske fange J. B. Holmgård mindes besøget:
"For første gang i Neuengammes historie var nazibødlerne Pauly og Thumann ikke to storskrydende, hovne repræsentanter for herrefolket med svingende piske. De kom listende i Bernadottes fodspor, pludselig imødekommende, tjenstvillige og medgørlige indtil krybende sleskhed, den typiske sleskhed, som var så karakteristisk for herrefolkets bødler, da det omsider gik op for dem, at deres dage var talte. Nu var vi sikre på, at vi ville komme hjem".
I begyndelsen af april var de fleste skandinaviske fanger samlet i Neuengamme. Men operationen trak ud. Oberst Gottfrid Björck rejste tilbage til Sverige, og ny chef for kolonnen blev major Sven Frykman. En del af personalet rejste også, men løftet om en fordobling af dagslønnen medførte, at lidt under halvdelen af personalet, godt 130 mand, blev.
Den 2. april drog en ny kolonne mod Sydtyskland. De sidste fanger fra Mauthausen og Dachau skulle hentes. En bus med den norske læge Bjørn Heger skulle opsøge 30 fanger, man i Gross Kreutz mente opholdt sig i området omkring Schömberg. Forholdene var vanskelige. Molin skriver:
| Citat | (...) på väg til Schömberg, var flygverksamheten mycket aktiv och vi överflögs många gånger av allierat jaktflyg, som dock inte besköt oss. Vid sidan av Autobahn låg mängder av sönderskjutna bilar och svårt skadade människor fanns också där. På en del ställen där kaos rådde kunde vi inte bara köra förbi med vår Vita Buss med rödakorsmärke på, utan vi fick stanna och hjälpa till med den första hjälpen. I en del fall var skadorna enorma. | Citat |
|       | |       |

I underlejren Vaihingen blev 16 af de 30 fundet i live, resten var døde. Blandt de overlevende, der alle var alvorligt svækkede, var Trygve Bratteli og Kristian Ottosen. I alt redede denne kolonne 75 fanger. Det var 16 fra Vaihingen, 16 kvindelige Nacht und Nebel-fanger fra Mauthausen og 43 alvorligt syge mænd fra Dachau.

## Danskerne kommer med
Den 5. april rejste godt halvdelen af det svenske personel hjem og blev erstattet af danskere. De blev accepteret af tyskerne og det svenske udenrigsministerium. Danskerne tilførte aktionen 33 busser, 14 ambulancer, syv lastbiler og fire personbiler. Lederen for danskerne var Frants Hvass fra det danske udenrigsministerium. Den danske styrke blev samordnet med den svenske, og fra den 8. april var de hvide busser en fælles dansk/svensk aktion under svensk kommando. De danske køretøjer var også hvidmalede, men havde det danske flag, Dannebrog, i stedet for det røde kors.
Fanger, der blev holdt i regulære fængsler og tugthuse, var en kategori for sig selv. Ekspeditionen fik først tilladelse til at hente dem i april måned. Den 9. april blev en dansk/svensk kolonne under ledelse af kaptajn Folke sendt til Berlin for at hente 200 tugthusfanger på grundlag af informationer, der var indsamlet af Conrad Vogt-Svendsen. I alt blev 211 tugthusfanger hentet 20 steder, bl.a. fra Waldheim øst for Dresden, i selve Dresden, Cottbus, Luckau, Zeithin og Groitsch. På vej tilbage til Neuengamme den 11. april blev der første gang set et tysk køretøj, der var malet som de hvide busser med Røde Kors-markeringer. Den 15. april blev 524 tugthusfanger hentet fra Mecklenburg.

## Theresienstadt
De danske jøder, der ikke undgik at blive arresteret af tyskerne, var deporteret til Theresienstadt ved byen Theresienstadt i Tjekkiet. Det tog nogen tid, inden tyskerne gav grønt lys for de hvide busser, men det hastede, da de Allierede fronter nærmede sig. Det lykkedes til sidst for den tyske forbindelsesofficer Rennau at få Gestapos tilladelse, og den 12. april startede en kolonne under kaptajn Folke med 23 svenske busser, tolv svenske biler, tre motorcykler og et antal danske ambulancer med danske læger og sygeplejersker. Situationen i Tyskland var kritisk, og de svenske chauffører fik besked om, at rejsen var meget risikabel. I sidste øjeblik forsøgte det svenske udenrigsministerium at stoppe afrejsen, da det havde fået oplysninger om at sovjetiske styrker havde blokeret vejen, men kolonnen tog af sted. Med sig fra Neuengamme havde busserne 450 franske fanger, som ifølge SS skulle til Schweiz via lejren Flossenbürg. Det viste sig at, at fangerne i stedet blev sendt videre til Theresienstadt.
Den 15. april blev 423 skandinaviske jøder hentet og kunne begynde den farlige rejse tilbage til Danmark. Undervejs passerede de Dresden, der netop var blevet jævnet med jorden af de Allierede, og havde et stop ved Potsdam, der blev bombet samme nat. Kolonnen nåede uskadt frem til Padborg den 17. april. Dagen efter blev den sendt videre med færge til Malmø.
Det første angreb på de hvide busser skete den 18. april. Den danske lejr ved Friedrichsruh blev angrebet af allierede jagerfly, og fire chauffører og en sygeplejerske blev lettere såret, mens ti biler blev ødelagt. De næste dage skete lignende angreb, og flere blev dræbt eller såret.

## "Vi åker till Sverige"
Folke Bernadotte havde nu efter nye forhandlinger fået grønt lys for evakuering af alvorligt syge fanger. Den første transport fandt sted den 9. april fra Neuengamme med 12 svenske busser og otte danske ambulancer. 153 fanger, hvoraf de fleste var sengeliggende, blev kørt til den danske grænse og sat af i Padborg, hvor danskerne havde oprettet en karantænestation. Her fik fangerne yderligere hvile og behandling, inden de med danske busser og tog blev fragtet gennem Danmark til København og herfra med færge til Malmø. Frem til den 18. april blev 1.216 syge danske og norske fanger ført til Sverige. To dage efter, den 20. april, blev resten af de skandinaviske fanger evakueret fra Neuengamme.
Den 19. april om aftenen blev evakueringen af de skandinaviske fanger fra Neuengamme diskuteret på et møde på Friedrichsruh. Deltagerne var Folke Bernadotte, Sven Frykmann og Arvid Richert fra svensk side. Fra tysk deltog Rennau og fra dansk Frants Hvass og Holm. Situationen var ved at blive akut, og de svenske og danske køretøjer i Freidrichsruh havde ikke kapacitet til at evakuere alle fanger hurtigt nok. Danskerne tilbød at stille med ekstra køretøjer fra Jyllandskorpset, og det blev accepteret.
I alt blev 4.255 danske og norske fanger evakueret af 20 svenske og 100 danske busser. Efter nogle dages ophold i Danmark blev fangerne sejlet med færge til Malmø i Sverige.

## Evakuering fra Ravensbrück
Ravensbrück var en koncentrationslejr ca. 90 km nord for Berlin. Den blev oprettet i 1938 til kvindelige fanger. Den 8. april blev ca. 100 skandinaviske og to franske kvinder hentet i lejren og kørt direkte til Padborg i Danmark. Folke Bernadotte havde imidlertid af Heinrich Himmler fået tilladelse til at hente alle syge fanger, så den 22. april kørte en kolonne med 15 danske ambulancer under ledelse af kaptajn Arnoldson fra Friedrichsruh for at hente flere syge kvinder i Ravensbrück.
Ved ankomsten til lejren var alt kaos. Lejren skulle evakueres, og Arnoldson fik besked på, at han kunne tage alle franske, belgiske, nederlandske og polske kvinder med. I alt drejede det sig om 15.000. Arnoldson sagde ja, skønt det var mere end tre gange så mange, som de hvide busser hidtil havde reddet. Ambulancerne hentede 112 syge kvinder, og ved ankomsten til Lübeck meddelte Arnoldson til Folke Bernadotte, at der var behov for yderligere transportkapacitet. Arnoldson blev lovet, at alle disponible resurser ville blive indsat.
To nye kolonner kom til Ravensbrück. Den ene afgik den 23. april med 786 kvinder, de fleste franske, og kørte direkte til Padborg. Den anden af kolonnerne ankom til Ravensbrück den 25. april og hentede 360 franske kvinder. Situationen i Tyskland blev stadig mere besværlig, og transporterne blev nu jævnligt beskudt, mens fronterne hurtigt nærmede sig. I lejren blev 706 franske, belgiske, nederlandske og polske kvinder taget med af danske ambulancer og lastbiler fra det internationale Røde Kors. Den kolonne blev på hjemvejen angrebet af allierede jagerfly. Mindst 11 blev dræbt straks og 26 blev sårede. Det endelige antal dræbte blev opgjort til 25.
Den sidste kolonne på 20 busser blev ledet af løjtnant Peter Svensson og havde 934 kvinder. De fleste var fra Polen, men der var også franske, amerikanske og engelske kvinder imellem. Kolonnen blev en nat beskudt af jagerfly, men ingen blev såret, og den ankom til Padborg den 26. april. Det var den sidste transport, inden Tyskland kapitulerede. Svenskerne havde imidlertid fået disposition over et tog med 50 godsvogne. Den 25. april afgik toget fra Ravensbrück med 80 fanger i hver vogn og ankom til Lübeck den 29. april. Efter at have fået forplejning fortsatte toget videre mod Danmark. 3.989 kvinder blev reddet med denne transport. I løbet af nogle få dage blev i alt ca. 7.000 kvinder på denne måde reddet fra Ravensbrück til Danmark og videre til Sverige.

## De sidste evakuerede
Ritmester Ankarcrona førte den 28. april en kolonne fra det internationale Røde Kors til lejren Neubrandenburg. Kolonnen blev passeret af fremrykkende sovjetiske styrker og fandt 200 kvinder, der var tvunget ud på march. Kolonnen vendte tilbage til Lübeck med kvinderne. Den tyske gestapomand Franz Göring organiserede en togtransport fra Hamborg med 2.000 kvinder. Det var 960 jødiske kvinder, 790 polske og 250 franske. Dette tog ankom til Padborg den 2. maj. Den transport er ikke medregnet i den svenske Røde Kors-oversigt over de personer, det reddede, men det forekommer  relevant at nævne den i sammenhæng med de hvide busser.
Den 30. april afsejlede de to svenske skibe fra Lübeck med fanger, der var tvunget ud på march fra Neuengamme. Magdalena havde 233 med, og Lillie Matthiessen havde 225. Denne transport var organiseret af den svenske læge Hans Arnoldsson med hjælp fra Bjørn Heger. Den 4. maj kunne kvinderne fortsætte med færgen fra København til Malmø. De måtte imidlertid efterlade ca. 7.500 fanger, der var stuvet sammen i tre skibe i Lübeck. Disse tre skibe blev den 3. maj bombet og sænket af det britiske RAF i Lübeck Bugt. Af de 7.500 fanger om bord overlevede kun godt 350.

## Modtagelse og status over transporterne
I Danmark var den store modtagelsesstation i grænsebyen Padborg. Her fik fangerne forplejning og lægehjælp inden den videre transport til København. Rejsen til Sverige foregik herfra med færge til Malmø, hvor Länsstyrelsen og civilforsvaret tog over. Ved ankomsten til Sverige blev alle sat i karantæne på grund af den store smittefare. Der var i alt 23 karantænestationer, de fleste ved Malmø, med tilsammen 11.000 sengepladser. Ambulante klinikker, der primært var bemandet med danske og norske læger og sygeplejerske, der selv var flygtninge, tog sig af fangerne. For nogle af fangerne kom hjælpen for sent. Efter ankomsten til Sverige døde 110, de fleste var polske fanger.
Ifølge det svenske Røde Kors blev i alt 15.345 fanger reddet . Af dem var de 7.795 skandinaver og 7.550 fra andre nationer. Ca. 1.500 tysk/svenskere blev hjulpet til Sverige. Fra Neuengamme blev 2.000 fanger ført til andre lejre for at gøre plads til de skandinaviske fanger. 400 franske fanger blev ført fra Neuengamme til Theresienstadt, da de ikke kunne sendes til lejren i Flossenbürg.
For Sverige var aktionen med de hvide busser en triumf, der gav landet en del ’’goodwill’’ i befrielsesdagene. Returkørslen gennem Danmark var ekstatisk, og den 17. maj 1945 stod Folke Bernadotte på slotsbalkonen i Oslo sammen med den norske kronprins. Den britiske diplomat Peter Tennant, der under krigen var udstationeret i Stockholm, skrev:
| Citat | De svenske humanitære innsatsene under og etter krigen betydde mye for å fjerne den vanære landet hadde fått under de akrobatiske øvelsene i nøytralitetspolitikk | Citat |
|       | |       |

## Fortsat debat
Efter afslutningen af krigen havde aktionen med de hvide busser høj status – og med rette. Mange fanger blev reddet. Men efterhånden er der blevet stillet spørgsmål ved prioriteringen af de skandinaviske fanger. Bl.a. i Ingrid Lomfors' bog "Blind fläck". Debatten er foregået i både svenske og norske aviser. I et indlæg i den norske avis Aftenposten skrev flere tidligere fanger kritisk om Ingrid Lomfors:
| Citat | På vegne av den svenske regjering utførte Folke Bernadotte og mannskapet på De hvite bussene Sveriges største humanitære aksjon under den 2. verdenskrig. Svenske myndigheter bør snarest reise et monument over redningsaksjonen. Ingrid Lomfors bør be Sveriges Røde Kors, og spesielt mannskapene på De hvite bussene som var villige til å ofre livet i aksjonen, om unnskyldning | Citat |
|       | |       |

Bernt Henrik Lund, der selv var fange i Sachenhausen, var derimod positivt indstillet over, at de moralske dilemmaer fangerne oplevede, kom frem. I en kronik i Aftenposten skrev han udførligt om, at de skandinaviske fanger i det store og hele ikke blev behandlet dårligst, og om skammen ved at være favoriseret. Han afsluttede sit indlæg med:
| Citat | Men det gjør godt å få det frem i dagens lys. En stor takk til Ingrid Lomfors som på en fin måte har fjernet en blind flekk ikke bare for våre svenske befriere, men også for oss som bisto dem i en vanskelig situasjon! | Citat |
|       | |       |

Transporterne for SS er også blevet diskuteret. Oplevelsen af at blive hentet af det svenske Røde Kors i den tro at være reddet – for derefter at blive dumpet til lige så utålelige eller værre forhold – blev opfattet som et chok og et svigt af de fanger, der blev udsat for det. De svenske chauffører var stærkt påvirkede. Løjtnant Gösta Hallquist skriver i sin dagbog:
| Citat | De sjuka och utmärglade fångarna (bl a polacker, fransmän, belgare) hade verkat fullkomligt apatiska och varit så magra att det rymdes ett femtiotal i varje buss, som normalt rymmer ca tio personer | Citat |
|       | |       |

| Citat | Min ställföreträdare Per återvänder från lägret i Torgau mycket nedstämd. Gråter. Tröstar honom. Tre fångar hade dött under transporten och en slogs ihjäl med en bösskolv | Citat |
|       | |       |

Om flere ville have overlevet, hvis de var blevet i Neuengamme, er svært at sige, da mange af fangerne fra lejrene blev placeret på skibe, der siden blev bombet og sænket af det britiske RAF. Men at Røde Kors' egne regler om "ens behandling for alle" blev tilsidesat ved denne tuskhandel med SS er et faktum.

## Mindet om de hvide busser
Uanset diskussionerne om aktionen med de hvide busser holdes mindet herom fortsat fast, ikke mindst i Norge. Her blev i 1992 grundlagt en Stiftelsen Hvite busser til Auschwitz, der ved at arrangere dokumentationsrejser til nogle af koncentrationslejrene har til hensigt at give især ungdommen viden om menneskerettigheder og demokrati. Stiftelsen driver også oplysende virksomhed for skoler og øvrige læreanstalter i Norge.
I Danmark mindes aktionen specielt på Frøslevlejrens Museum. Gennem lejren passerede langt størstedelen af de befriede fanger på vej videre mod nord. I museets faste udstilling fortælles historien om forholdene for de danske fanger i de tyske koncentrationslejre samt om de hvide busser.

## Tidslinje for aktionen
| År   | Tidspunkt     | Hændelser |
| ---- | ------------- | --- |
| 1940 | august        | De første norske politiske fanger deporteres til Tyskland |
| 1942 | oktober       | Johan Bernhard Hjorts familie civilinterneres i Tyskland og begynder at arbejde for fangerne                                                                    |
| 1943 | september     | Den danske samlingsregering træder tilbage, og deportationerne af danske fanger til Tyskland begynder                                                           |
| 1944 | januar        | Niels Christian Ditleff får kontakt med kredsen i Gross Kreut                                                                                                   |
|      | februar       | Carl Hammerich besøger Sverige og har sit første af flere møder om de skandinaviske fanger med Niels Christian Ditleff                                          |
|      | 22. september | Ditleff møder Folke Bernadotte og foreslår en svensk aktion for at redde de skandinaviske fanger                                                                |
|      | 23. september | Major Johan Koren Christies P.M. om, at fangerne skal Stay Put                                                                                                  |
|      | oktober       | I en rapport fra Gross Kreutz af Johan Bernhard Hjort argumenteres stærkt for, at fangerne skal ud af Tyskland inden krigens slutning                           |
|      | december      | Felix Kersten, SS-chefen Heinrich Himmlers massør, får frigivet 103 skandinaver                                                                                 |
|      | 29. december  | Den norske regering i London ændrer holdning og beder ambassaden i Stockholm om at undersøge en mulig svensk aktion                                             |
| 1945 | 5. februar    | Niels Christian Ditleff sender et officielt norsk P.M. til det svenske udenrigsministerium og anmoder om en svensk aktion for de skandinaviske fanger           |
|      | 16. februar   | Folke Bernadotte flyver til Berlin, hvor han møder Heinrich Himmler og diskuterer en udlevering af fangerne                                                     |
|      | 12. marts     | De hvide busser ankommer til Friedrichsruh slot, der er ekspeditionens base i Tyskland                                                                          |
|      | 15. marts     | Den første transport fra Sachsenhausen til Neuengamme. 2.200 nordmænd og danskere hentes                                                                        |
|      | 19. marts     | Første transport til Sydtyskland. 559 fanger hentes til Neuengamme                                                                                              |
|      | 26. marts     | Første transport af svenske, tysk-gifte kvinder hentes til Sverige                                                                                              |
|      | 27. marts     | Transport af franske, belgiske, nederlandske, polske og russiske fanger fra Neuengamme                                                                          |
|      | 29. marts     | Svensk Røde Kors får adgang til koncentrationslejren Neuengamme                                                                                                 |
|      | 30. marts     | Transport fra området ved Leipzig for ca. 1.200 personer, heraf 1.000 danske politifolk, der sendes direkte til Danmark                                         |
|      | 2. april      | Ny svensk kolonne kører til Sydtyskland til Mauthausen, Dachau og Vaihingen. 75 fanger hentes til Neuengamme                                                    |
|      | 5. april      | Godt halvdelen af det svenske personel rejser hjem og bliver erstattet af danskere                                                                              |
|      | 8. april      | Første transport fra Ravensbrück. 100 kvindelige fanger køres direkte til Padborg i Danmark                                                                     |
|      | 9. april      | En dansk/svensk kolonne ankommer til Berlin for at hente tugthusfanger. 211 fanger hentes til Neuengamme, man begynder en evaukering af syge fanger til Danmark |
|      | 15. april     | I alt 524 tugthusfanger hentes fra Mecklenburg, og 423 jøder hentes fra Theresienstadt                                                                          |
|      | 18. april     | Det første flyangreb mod de hvide busser. Fire danske chauffører og en sygeplejerske bliver lettere såret ved Friedrichsruh                                     |
|      | 20. april     | Evakuering af alle skandinaviske fanger fra Neuengamme til Sverige via Danmark                                                                                  |
|      | 23. april     | Transport af syge fanger fra Ravensbrück. I to kolonner fragtes hhv. 786 og 360 kvinder til Padborg                                                             |
|      | 25. april     | En kolonne med 934 kvinder og et tog med 3.989 kvinder bliver den sidste transport fra Ravensbrück                                                              |
|      | 30. april     | Fartøjerne Magdalena med 223 fanger og Lillie Matthiessen med 225 kvinder sejler ud fra Lübeck                                                                  |
|      | 2. maj        | 2.000 kvinder, hvoraf 960 var jøder, 790 polakker og 250 franske, ankommer Padborg med tog                                                                      |
|      | 3. maj        | De tyske skibe Cap Arcona, Thielbek og Deutschland med fanger fra Neuengamme angribes af RAF, og næsten alle 7.500 fanger om bord dør                           |
|      | 4. maj        | De sidste fanger bliver sendt med færgen fra København til Malmø                                                                                                |